# كارون ويلر
كارون ويلر (بالإنجليزية: Caron Wheeler)‏ هي مغنية وكاتبة غنائية بريطانية، ولدت في 19 يناير 1963 في لندن في المملكة المتحدة.

## وصلات خارجية
- كارون ويلر على موقع IMDb (الإنجليزية)
- كارون ويلر على موقع ميوزك برينز (الإنجليزية)
- كارون ويلر على موقع أول ميوزيك (الإنجليزية)
- كارون ويلر على موقع ديسكوغز (الإنجليزية)